# Cramps Records
La Cramps Records è stata una casa discografica italiana, attiva negli anni settanta del XX secolo.

## Storia

Il cofondatore della Cramps Gianni Sassi intervistato da Renato Marengo nel 1979

La Cramps Records (il cui nome è l'acronimo di Clubs, Records, Agency, Management, Publishing, Spettacoli) venne fondata alla fine del 1972 a Milano da Gianni Sassi, dal suo socio storico Sergio Albergoni, dal produttore ed editore musicale Tony Tasinato e da uno dei più importanti promoter degli anni '70 Franco Mamone, personaggi già attivi nel mondo musicale milanese, con l'obiettivo di valorizzare gli artisti più all'avanguardia che non riuscivano a trovare spazi nel circuito discografico tradizionale. Sassi ed Albergoni avevano avuto un rapporto di consulenza con la Bla Bla, tra l'altro collaborando alla stesura dei testi del primo album di Franco Battiato con lo pseudonimo Frankenstein (al secolo Sergio Albergoni): fu per questo motivo che come simbolo della casa discografica venne scelto proprio il mostro di Frankenstein.
Il primo album pubblicato fu Arbeit macht frei degli Area: sin da questa prima incisione la casa discografica mise in risalto un'attenzione alla parte grafica, evidenziando alcune caratteristiche comuni a tutte le sue pubblicazioni (ad es.: i caratteri in corsivo per il titolo e la tracklist, il tecnico del suono chiamato meccanico del suono, etc...etc...). Dal punto di vista artistico, la Cramps si caratterizzò per aver raccolto gruppi vicini al progressive specialmente jazz-rock, come gli Arti e Mestieri, i Venegoni & Co e gli stessi Area, e cantautori non tradizionali ma vicini al rock, come Eugenio Finardi, Andrea Tich, Alberto Camerini e Claudio Rocchi.
Nel 1976 i fondatori della Cramps furono tra i promotori del Consorzio Comunicazione Sonora, un tentativo che aveva l'obiettivo di raggruppare alcune case discografiche alternative quali, oltre alla Cramps, l'Orchestra, la Divergo, l'Ultima Spiaggia e la Zoo Records (casa discografica fondata da Franco Mamone e dalla PFM: nulla a che vedere con l'omonima casa discografica britannica nata nel 1978), per organizzarsi in una struttura più grande che potesse concorrere a livello industriale e distributivo con le multinazionali; il tentativo però fallì dopo poco tempo, anche per le differenze ideologiche tra i vari gruppi, ma soprattutto perché le condizioni contrattuali di ciascuna delle case discografiche con i propri distributori non erano omogenee. Essendo economicamente impossibile una gestione consortile della distribuzione, il Consorzio funzionò per qualche tempo come ufficio stampa comune.
La distribuzione della Cramps venne affidata dapprima alla Dischi Ricordi, poi alla Phonogram ed infine, dal 1977, alla Baby Records di Freddy Naggiar fino al 1980 quando la casa discografica venne chiusa.
Nel 1990 Gianni Sassi comunica alla stampa la sua intenzione di riportare sul mercato la Cramps Records ma ciò non avverrà per i suoi molteplici impegni.
Il catalogo discografico, dopo la morte di Gianni Sassi nel 1993 e di Franco Mamone nel 1998, passa ad Alfredo Tisocco, musicista ed animatore culturale molto vicino a Gianni Sassi nel suo ultimo periodo di attività, che per alcuni anni ripubblica le hits degli Area insieme a nuovi contributi di musica colta (sulla linea dei cataloghi di Nova Musicha e Diverso) mantenendo viva l'etichetta Cramps. Le edizioni musicali Cramps, invece, sono state cedute a Romolo Ferri, titolare di un agguerrito gruppo editoriale.
Nel 2012 ha collaborato alla realizzazione del numero di [dia•foria 1000 e una nota per John Cage con interventi inediti di Paolo Albani, Nanni Balestrini, Achille Bonito Oliva, Emilio Isgrò, Arrigo Lora Totino, Ennio Morricone e Arturo Schwarz.
Nel 2013 il catalogo della Cramps passa alla Sony Music.
La Cramps sarà modello per progetti affini apparsi in un secondo tempo (come la torinese Toast Records nata nel 1985).

## Discografia parziale
Al contrario degli usi correnti di catalogazione, la Cramps usava una numerazione apposita per ogni suo artista, e solo in pochi casi vi era un'omogeneità: è comunque facilmente rilevabile (ad esempio gli album degli Area seguono la numerazione 510x, quelli degli Arti e Mestieri 550x, quelli di Camerini 530x, quelli di Finardi 515x.). Quando la distribuzione passerà alla Phonogram, cambierà anche la numerazione: per questi motivi la sequenza cronologica della discografia è esatta per quel che riguarda gli anni di uscita ma non precisa per la sequenza.

### 33 giri
| Numero di catalogo                      | Anno             | Interprete                              | Titoli                                                        |
| --------------------------------------- | ---------------- | --------------------------------------- | ------------------------------------------------------------- |
| CRSLP 5101                              | 1973             | Area                                    | Arbeit macht frei                                             |
| CRSLP 5102                              | 1974             | Area                                    | Caution Radiation Area                                        |
| CRSLP 5103                              | 1974             | Area                                    | Crac!                                                         |
| CRSLP 5501                              | 1974             | Arti e Mestieri                         | Tilt (immagini per un orecchio)                               |
| CRSLP 5104                              | 1975             | Area                                    | Are(A)zione                                                   |
| CRSLP 2001                              | 1975             | Electric Frankenstein                   | Electric Frankenstein                                         |
| CRSLP 5151                              | 1975             | Eugenio Finardi                         | Non gettate alcun oggetto dai finestrini                      |
| CRSLP 5201                              | 1975             | Antonietta Laterza                      | Alle sorelle ritrovate                                        |
| CRSLP 5205-502                          | 1975             | Arti e Mestieri                         | Giro di valzer per domani                                     |
| CRSLP 5301                              | 1976             | Alberto Camerini                        | Cenerentola e il pane quotidiano                              |
| CRSLP 5105                              | 1976             | Area                                    | Maledetti (maudits)                                           |
| CRSLP 5152                              | 1976             | Eugenio Finardi                         | Sugo                                                          |
| CRSLP 5302                              | 1977             | Alberto Camerini                        | Gelato metropolitano                                          |
| CRSLP 5153                              | 1977             | Eugenio Finardi                         | Diesel                                                        |
| CRSLP 5401/1                            | 1977             | Pino Masi                               | Alla ricerca della madre mediterranea                         |
| CRSLP 5503                              | 1978             | Venegoni & Co                           | Rumore rosso                                                  |
| CRSLP 5205 701/2                        | 1978             | Andrea Tich                             | Masturbati Archiviato il 17 gennaio 2022 in Internet Archive. |
| CRSLP 5205-151 (ristampa di CRSLP 5151) | 1978             | Eugenio Finardi                         | Non gettate alcun oggetto dai finestrini                      |
| CRSLP 5205-152 (ristampa di CRSLP 5152) | 1978             | Eugenio Finardi                         | Sugo                                                          |
| CRSLP 5205-153 (ristampa di CRSLP 5153) | 1978             | Eugenio Finardi                         | Diesel                                                        |
| CRSLP 5205-154                          | 1978             | Eugenio Finardi                         | Blitz                                                         |
| CRSLP 5205-751                          | 1978             | Roberto Ciotti                          | Super Gasoline Blues                                          |
| CRSLP 5205-801                          | 1978             | Skiantos                                | MONO tono                                                     |
| CRSLP 5207-304                          | ottobre 1978     | Giusto Pio                              | Motore immobile                                               |
| CRSLP 5205-303                          | 16 novembre 1978 | Alberto Camerini                        | Comici cosmetici                                              |
| 5205 651                                | 1978             | Lucio "Violino" Fabbri                  | Amarena                                                       |
| 5206-501                                | 1978             | Demetrio Stratos/Lucio "Violino" Fabbri | Recitarcantando                                               |
| CRSLP 5205-504                          | 1979             | Venegoni & Co                           | Sarabanda                                                     |
| CRSLP 5205-155                          | 1979             | Eugenio Finardi                         | Roccando rollando                                             |
| CRSLP 5205-802                          | 1979             | Skiantos                                | Kinotto                                                       |
| CRSLP 5205-505                          | 1979             | Arti e Mestieri                         | Quinto stato                                                  |
| CRSLP 5205-752                          | 1979             | Roberto Ciotti                          | Bluesman                                                      |
| CRSLP 5205-107                          | 1979             | Area                                    | Event '76                                                     |
| CRSLP 5207-303                          | 1979             | Raul Lovisoni & Francesco Messina       | Prati Bagnati del Monte Analogo                               |
| CRSLP 5205-803                          | 1980             | Skiantos                                | Pesissimo!                                                    |
| CRSLP 5202 002                          | 1980             | Skiantos, Kaos Rock, Windopen ed altri  | Rock '80                                                      |

### 45 giri
Nota: il numero di catalogo CRSNP 1702 è stato usato per due dischi di artisti diversi
| Numero di catalogo | Anno | Interprete            | Titoli                                           |
| ------------------ | ---- | --------------------- | ------------------------------------------------ |
| CRSNP 1701         | 1973 | Area                  | L'abbattimento dello Zeppelin/Arbeit macht frei  |
| CRSNP 1702         | 1974 | Area                  | L'internazionale/Citazione da G. L. Jackson      |
| CRSNP 1702         | 1974 | Electric Frankenstein | The land of the magic wizard/Moon walk           |
| CRSNP 1901         | 1975 | Arti e Mestieri       | Valzer per domani/Saper sentire                  |
| CRSNP 1801         | 1975 | Eugenio Finardi       | Soldi/Voglio                                     |
| CRSNP 1802         | 1976 | Eugenio Finardi       | Musica ribelle/La radio                          |
| CRSNP 1803         | 1976 | Eugenio Finardi       | Non è nel cuore/Giai Phong                       |
| CRSNP 1602         | 1977 | Alberto Camerini      | Gelato metropolitano/Il diavolo in corpo         |
| CRSNP 1804         | 1977 | Eugenio Finardi       | Affetto/Op. 29 in Do maggiore                    |
| CRSNP 1805         | 1977 | Eugenio Finardi       | Cuba/Extraterrestre                              |
| 5201-401           | 1978 | Skiantos              | Karabigniere blues/Io sono un autonomo           |
| 5201-603           | 1978 | Alberto Camerini      | Sciocka/Siamo in tanti                           |
| 5201-402           | 1979 | Skiantos              | Fagioli/Mi piaccion le sbarbine                  |
| 5202 251           | 1980 | Kaos Rock             | Basta, basta/La rapina                           |
| 5202 253           | 1980 | Kandeggina Gang       | Sono cattiva/Orrore                              |
| 5202 254           | 1980 | Windopen              | Sei in banana dura/La testa                      |
| 5202 255           | 1980 | Take Four Doses       | Vita di strada/La notte che inventarono gli eroi |
| 5202 257           | 1980 | Kaos Rock             | Oh! Caro amore/Policeman                         |